# Schwaan
Schwaan é um município da Alemanha, situado no distrito de Rostock, no estado de Mecklemburgo-Pomerânia Ocidental. Tem 38,28 km² de área, e sua população em 2019 foi estimada em 5.017 habitantes.